# Казбирюк, Андрей Фёдорович
Андрей Фёдорович Казбирюк (1845(1849?) —1885) — русский композитор, музыкальный педагог и дирижёр.

## Биография
Окончил Санкт-Петербургскую консерваторию, был учеником Н. А. Римского-Корсакова и Н. И. Заремба. Был преподавателем теории музыки в консерватории, а затем — в музыкальном училище Киевского отделения Императорского русского музыкального общества.
Написал ряд романсов на стихи М. Ю. Лермонтова («Любовь мертвеца»), Ф. И. Тютчева («Ещё томлюсь тоской желаний», 1875) и др. Сочинения для фортепиано, оркестра, хора и голоса соло не изданы, кроме нескольких романсов и тропаря святым Кириллу и Мефодию для хора с сопровождением фортепиано. В киевскую пору своей деятельности написал ряд учебных пособий: «Руководство к изучению гармонии», «145 сольфеджио для одного голоса», «Популярное изложение основных начал музыкальной теории, приспособленного к самообучению».
Среди учеников А. Ф. Казбирюка — музыкальный критик и композитор П. П. Веймарн.